# 康滇合头菊
康滇合头菊（学名：Syncalathium souliei）是菊科合头菊属的植物，为中国的特有植物。分布于中国大陆的西藏、四川、云南等地，生长于海拔2,700米至4,300米的地区，多生长在流石山坡、高山草甸、河谷碎石地及林缘沼地，目前尚未由人工引种栽培。